# 国立雅典理工大学
国立雅典理工大学（希臘語：Εθνικό Μετσόβιο Πολυτεχνείο，簡稱），通常称作雅典理工，希腊雅典的一所国立大学。成立于1837年。它是希臘最好的大學之一。

## 學術

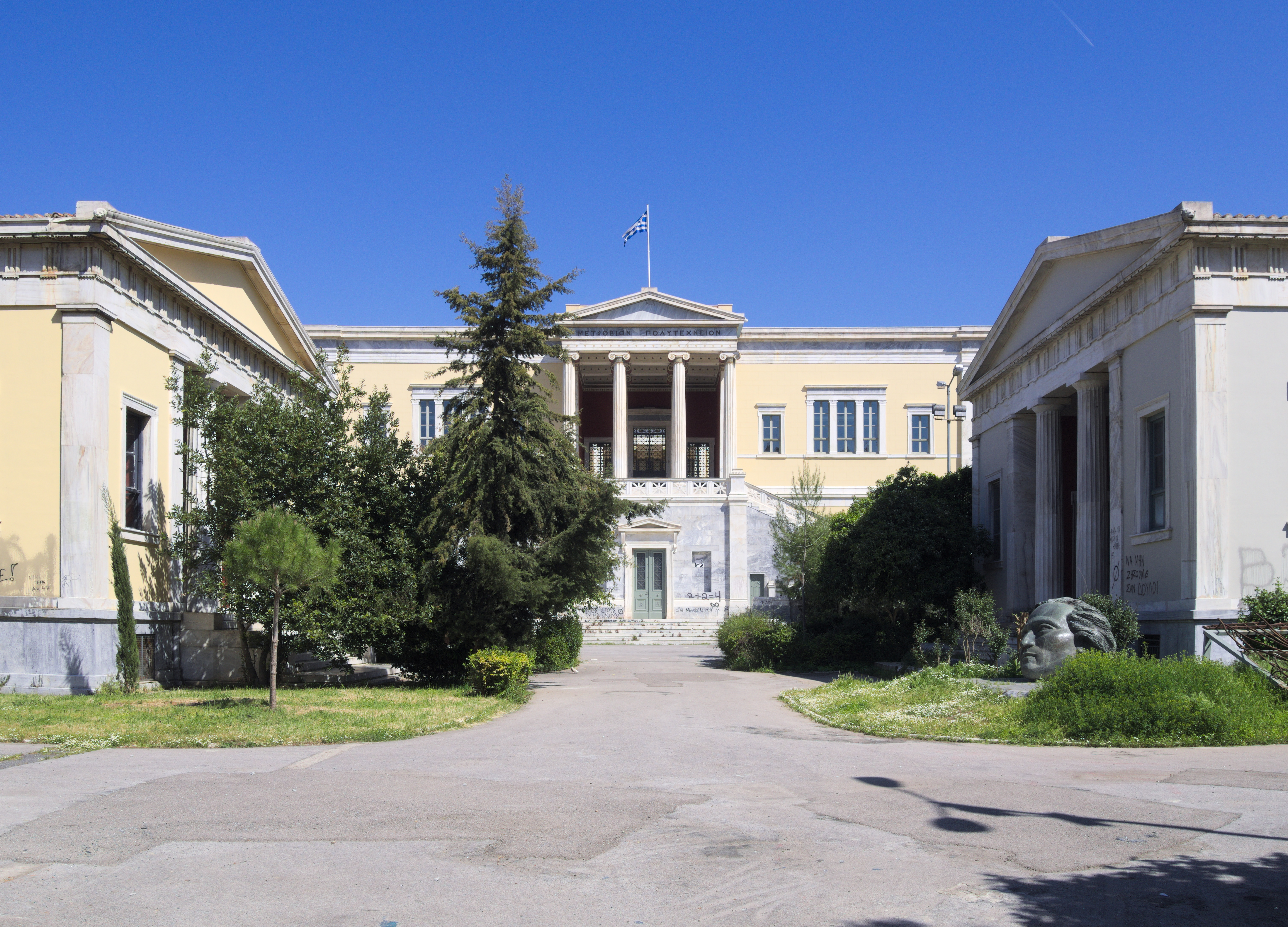
国立雅典理工大学的阿韋羅夫大樓

### 排名
它是希臘最好的大學之一，在國內可以排入前五位。2018年QS世界大學排名將其列在第446位。

### 院系设置
雅典理工大学设有9个学院
- 理学院
  - 數學
  - 物理
  - 力學
  - 人文社會科學與法律
- 电子与计算机工程学院
  - 信號，控制和機器人
  - 計算機科學
  - 電力部
  - 電磁學，電光學和電子材料
  - 工業電氣設備和決策系統
  - 通訊，電子和信息系統
  - 信息傳輸系統與材料技術
- 土木工程学院
  - 結構工程
  - 水利水利與海洋工程
  - 交通規劃與工程
  - 岩土工程
  - 工程建設與管理
- 机械工程学院
  - 流體力學工程
  - 熱工學
  - 核工程
  - 機械製造及自動控制
  - 製造技術
  - 工業管理與運籌學
- 建筑学院
  - 建築設計
  - 城市和區域規劃
  - 室內設計和園林設計
  - 建築技術部 - 結構設計和機械設備
- 化工学院
  - 化學科學
  - 過程和系統分析，設計和開發部
  - 材料科學與工程
  - 工業過程綜合與發展
- 鄉村與測繪工程學院
  - 地形
  - 地理和區域規劃
  - 基礎設施和農村發展
  - 採礦和冶金工程
  - 地質科學
  - 採礦工程
- 船舶与海洋工程学院
  - 海軍建築與海洋工程
  - 船舶設計和海運
  - 船舶水動力學
  - 海洋工程
  - 海洋結構

## 著名校友
- 约瑟夫·斯发基斯，2007年图灵奖得主。
- 赫里斯托斯·帕帕季米特里烏，2002年高德納獎得主。
- 阿列克西斯·齊普拉斯，激進左翼聯盟主席，现任希腊总理。
- 伊阿尼斯·泽纳基斯，著名音樂家和數學家。
- 阿里斯·菲利普斯，物理学家，对材料力学，特别是塑性力学理论有着卓越的贡献。